# Damir Feigel
Damir Kajetan Fejgel (Idria, 18 luglio 1879 – Gradiscutta in Val Vipacco, 30 aprile 1959) è stato uno scrittore e umorista sloveno.
Nacque da Ivan, esperto forestale, e Julijana von Premerstein. Suo zio era il famoso compositore Danilo Fajgelj (che aveva voluto slovenizzare il proprio cognome). Frequentò le scuole elementari a Idria, il ginnasio invece a Gorizia negli anni novanta dell'Ottocento. Frequentò senza laurearsi giurisprudenza a Vienna, abbandonando gli studi a seguito di problemi economici e del poco gradimento verso il ramo.
Benché fosse di Idria, passò la sua vita lavorativa e creativa pressoché totalmente a Gorizia: scrisse in diversi periodici, quali Jež ("Il riccio") (1902-1909), Osa ("La vespa"), Domači Prijatelj ("L'amico di casa") (1904), Kurent (1918-1919), collaborando inoltre a diversi progetti dell'editore e tipografo goriziano Andrej Gaberšček. Dal maggio 1904 fu direttore del foglio medico sloveno Knajpovec, nonché membro della redazione del quotidiano sloveno liberale Soča (Isonzo). Lasciò Gorizia nel 1916 mentre infuriava la guerra: nel campo profughi di Steinklamm tenne viva l'attività culturale, curando il Calendario dei profughi sloveni per il 1917.
Dopo la guerra fu consigliere della società Goriška Matica (L'aper regina goriziana). Collaborò inoltre ai giornali Goriška Straža ("Sentinella goriziana"), Edinost ("Unità"), Mladika ("Talea"), fu coredattore del periodico triestino Naš glas ("La nostra voce"), oltre a France Bevk, con cui collaborò al fine di mantenere un legame culturale in opposizione al fascismo, e infatti furono sempre dei sorvegliati speciali. Lui e Bevk furono tra i principali scrittori del Litorale rimasto in Italia. Feigel fu tuttavia in un certo senso dimenticato dopo la Seconda Guerra Mondiale. Le sue opere non furono mai molto amate dalla critica, diversamente dal pubblico; secondo Andrej Budal alla fine dell'800 non c'era casa dove vivessero sloveni nel Goriziano che non avesse sugli scaffali qualche suo libro. L'opera di Feigel si distingue per l'umorismo; egli è tuttora annoverato tra i migliori umoristi sloveni.

## Opere
- Pol litra vipavca. Ljubljana: Ig. pl. Kleinmayr & Bamberg, 1911, 1923.
- Bacili in Bacilke: Humoreske. Gorica: Narodna tiskarna Gorica, 1920.
- Tik za fronto. Ljubljana: Tiskovna zadruga, 1921.
- Po strani klobuk. Gorica: Narodna knjigarna, 1923.
- Domače živali. Ljubljana: Zvezna tiskarna in knjigarna, 1924.
- Pasja dlaka!: Roman. Gorica: Goriška matica, 1926.
- Na skrivnostnih tleh. Trst: Edinost, 1929.
- Moja hoja čez Mojstrovko. Koledar Goriške matice za leto 1930. Gorica: Goriška matica, 1929. 39−44.
- Faraon v fraku. Trst: Edinost, 1930.
- Čudežno oko. Gorica: Goriška matica, 1930.
- Ob obratu stoletja: Spomini iz dijaških let in drugi spisi. Trst: Tipografia Consorziale, 1931.
- Brezen. Trst: Književna družina Luč, 1931.
- Kolumb. Trst: Tipografia Consorziale, 1932.
- Čarovnik brez dovoljenja. Gorica: Goriška matica, 1933.
- Okoli sveta/8. Gorica: Unione Editoriale Gorizia, 1935.
- Supervitalin. Gorica: Unione Editoriale Gorizia, 1939.
- Koledar za leto 1946 [koledar Goriške matice, ur. Damir Feigel]. Gorica: s. n., 1945.
- Beneška Slovenija [ur. Damir Feigel in Viljem Nanut]. Gorica: Knjigarna "G. Carducci", 1950.
- Ob obratu stoletja. Koper: Lipa, 1960.
- Pol litra vipavca. Trst: ZTT, 1978.